# Carex thompsonii
Carex thompsonii là một loài thực vật có hoa trong họ Cói. Loài này được Franch. mô tả khoa học đầu tiên năm 1896.